# Kleine Sneekweek
De Kleine Sneekweek (of Kleintje Sneekweek) is een jaarlijks terugkerend evenement dat wordt georganiseerd door de Koninklijke Watersportvereniging Sneek en Horeca Sneek. Tijdens dit evenement vinden er elke dag zeilwedstrijden in alle erkende eenheidsklassen plaats op het Sneekermeer. In de binnenstad van Sneek is een muziekevenement.
Kleine Sneekweek wordt sinds 1970 elk jaar georganiseerd van Hemelvaartsdag tot en met de zondag daarna. De vrijdag van Kleine Sneekweek staat bekend als Sneker Stappersavond.
Het evenement is een afgeleide van de grote Sneekweek, die jaarlijks vanaf de vrijdag voor de eerste zaterdag in augustus plaats heeft. Veel bezochte locaties tijdens de Kleine Sneekweek zijn het Kolmeersland, beter bekend als het Starteiland, en de binnenstad van Sneek (Marktstraat en omstreken).